# Santuari de la Mare de Déu de la Salut (Terrades)
Santuari de la Mare de Déu de la Salut és una església del municipi de Terrades (Alt Empordà) inclosa en l'Inventari del Patrimoni Arquitectònic de Catalunya.

## Descripció
Situda al vessant nord-est de la muntanya de Santa Magdalena, prop de la carretera de Terrades a Agullana.
Es tracta d'un conjunt format per tres cossos adossats, l'església i els edificis de l'hostatgeria als que es troba unida. El temple és una construcció historicista, amb façana neoromànica i interior neogòtic, que presenta tres naus amb absis semicircular. Les naus estan cobertes amb voltes d'aresta, tot i que les laterals estan dividides per diversos arcs de mig punt, i s'obren a la central mitjançant arcs de punt rodó amb les impostes decorades. La coberta central es recolza damunt una cornisa motllurada situada a la part superior dels murs laterals. Als costats de l'absis hi ha dues portes datades, la que presenta la data 1686 està tapiada i a l'altra, que dona accés a la sagristia, hi ha l'any 1679. Al costat esquerre de la nau destaca una capella coberta amb volta rebaixada emblanquinda, que alberga el sepulcre de Felip Olivet, fundador i primer ermità del santuari. Als peus del temple hi ha el cor. La façana principal, de composició simètrica, presenta un portal d'accés d'arc de mig punt adovellat, emmarcat per dues columnes cilíndriques amb capitells decorats. Presenta la llinda gravada amb la data 1887 i el timpà amb la següent inscripció: "SALUS INFIRMORUM ORA PRO NOBIS". Als costats hi ha dos grans finestrals d'arc de mig punt enllaçades amb el portal mitjançant la línia de les impostes. Damunt seu hi ha una gran rosassa centrada i, a banda i banda, dues finestres d'arc de mig punt. Coronant el parament hi ha una altra petita finestra de punt rodó i un ràfec decorat per mènsules. A la testera hi ha un campanar d'estructura metàl·lica. La façana lateral i l'absis presenten finestrals geminats d'arc apuntat, bastits en maons. Damunt d'ells hi ha petits òculs circulars fets també de maons. La construcció està arrebossada i pintada.
Els altres dos edificis del conjunt, el restaurant i l'hostatgeria, són de planta rectangular, amb la coberta de teula de dues vessants i distribuïts en planta baixa i pis, o bé dues plantes. De l'edifici del restaurant cal destacar, a la planta baixa, tres voltes a la catalana fetes de maons. A l'hostatgeria hi ha finestres rectangulars, les del pis superior emmarcades en pedres desbastades. A la façana lateral hi ha tres finestres amb els ampits motllurats i, a l'extrem del parament, un rellotge de sol pintat i datat amb la data 1686. Aquests dos edificis també estan arrebossats i pintats.

## Història

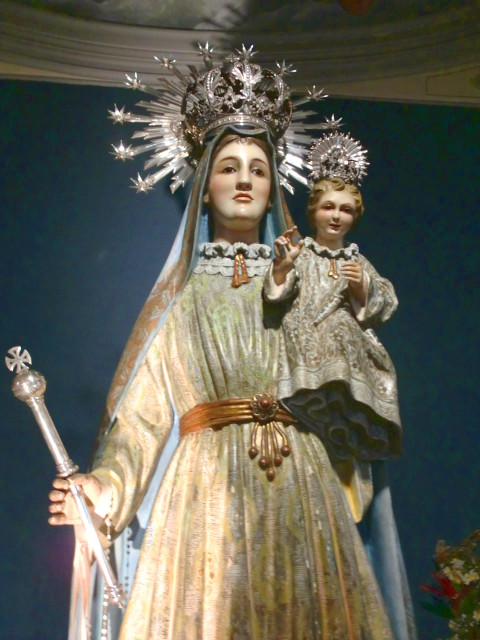

El conjunt format pel santuari de la Mare de Déu de la Salut i els edificis de l'hostatgeria, encara que actualment molt modificat i reconstruït, té el seu origen dintre del segle xvii. Va ser bastit sobre les restes del Mas Cadira, i inaugurat el 8.9.1681 (a l'interior del temple hi ha pedres de l'antiga construcció on figuren inscripcions amb les dates del 1679 i 1686). El fundador va ser Felip Olivet, mort l'any 1710. Durant el segle xix el santuari va ser restaurat, després de les destrosses que segurament va causar-hi la Guerra Gran, i l'any 1885 fou totalment reconstruït. El 1887 van ser enllestides les obres del nou temple, i el 1891 es va inaugurar la nova hostatgeria. L'any 1930 l'arquitecte Pelai Martínez va projectà l'altar major, però durant la guerra del 1936-39 el conjunt va resultar malmès, novament per un incendi i per l'explosió del polvorí situat al costat de l'església. El 1942 fou inaugurada l'obra de reconstrucció. La imatge actual que es venera, obra de l'escultor olotí Narcís Salgueda, va ser beneïda i entronitzada el 30 d'agost d'aquest any 1942 davant de més de 5.000 romeus. És alta, de fusta policromada i porta a la mà dreta el ceptre de la reialesa. Amb l'esquerra aguanta l'infant que imparteix la benedicció. Ambdós porten corona. Va ser restaurada l'any 1997. En aquest santuari, de gran tradició a la comarca, s'hi celebren diversos aplecs.
La Mare de Déu de la Salut de Terrades té diversos Goigs dedicats per la devoció popular, els més coneguts canten: "Perquè tots poguem lloar, vostre nom com és degut: Volgueu-nos sempre ajudar, Princesa de la Salut."
L'hostatgeria funciona durant els mesos d'estiu.